# I Belong To Me
«I Belong To Me» —en español: «Me Pertenezco»— es una balada pop interpretada por la cantante estadounidense Jessica Simpson e incluida originalmente en su quinto álbum de estudio A Public Affair como pista adicional. Se lanzó el 26 de septiembre de 2006 a través de Epic Records como segundo y último sencillo de dicho álbum y fue compuesto por Diane Warren, quien anteriormente escribió «Sweetest Sin» de In This Skin (2003). Con ello, «I Belong To Me» se convirtió en el duodécimo sencillo de Jessica Simpson en los Estados Unidos. Su letra se basa en la autoestima de la mujer, al sentirse no amada por su chico. 
«I Belong To Me» fue unas de las últimas canciones grabadas para el álbum. Originalmente la canción no fue incluida en la versión estándar del álbum, sin embargo fue lanzada en una versión de Walmart como una pista adicional. Posteriormente, la incluyó en su primer álbum recopilatorio, Playlist: The Very Best of Jessica Simpson (2010).
La canción recibió críticas mixtas, pese al éxito de sencillo anterior «A Public Affair», el tema no logró figurar en la lista Billboard Hot 100, pero si lo hizo en Bubbling Under Hot 100 Singles en la posición N° 11, también logró debutar en el puesto N° 90 de Billboard Pop Songs. Su video musical lo dirigió Matthew Rolston, quien anteriormente había dirigido un único vídeo con Simpson, «Angels» (2004). 

## Antecedentes

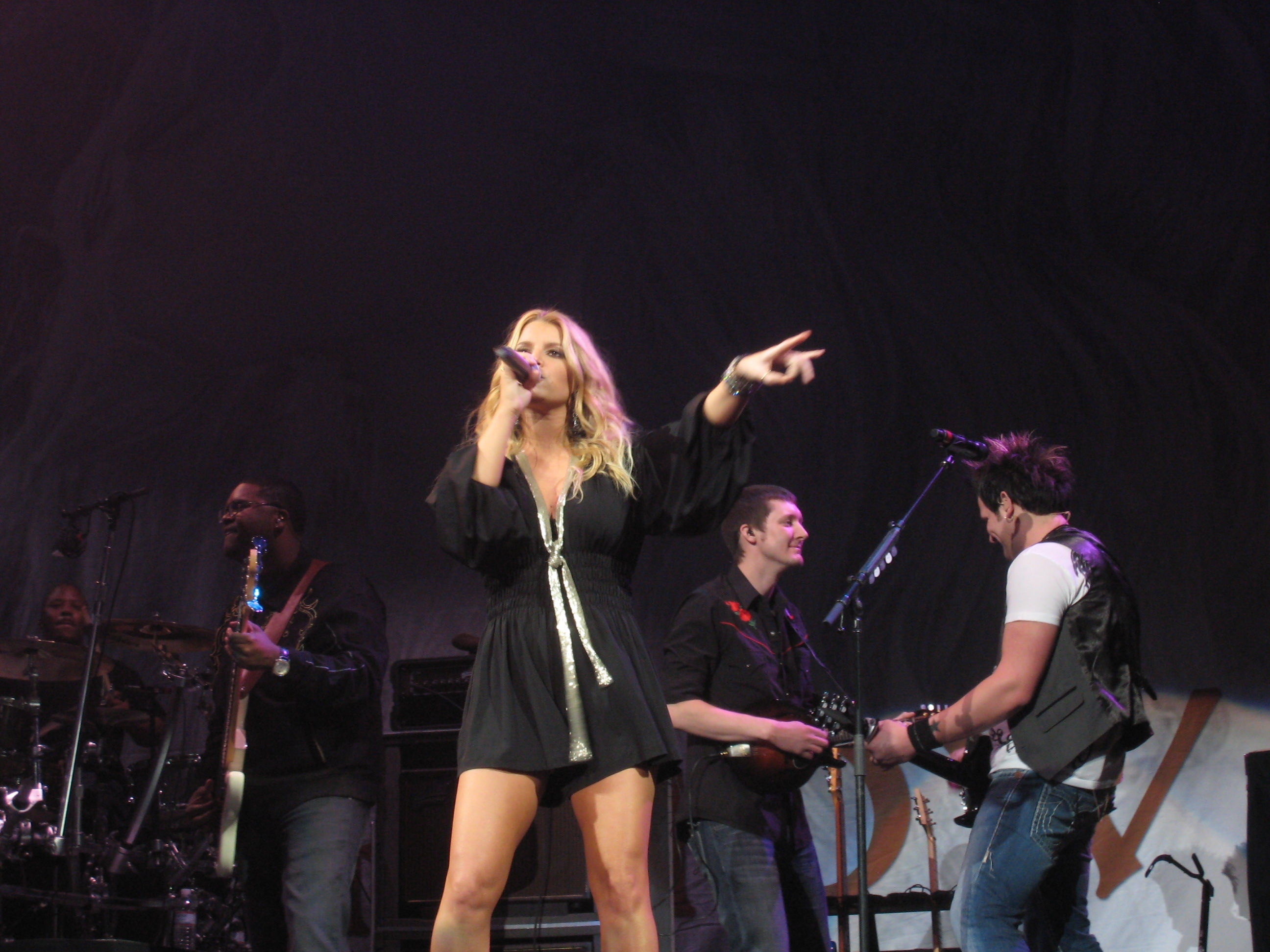
La canción fue elegida como segundo sencillo por los fanes de la cantante.

Luego de haber terminado con el proceso de promoción de la película The Dukes of Hazzard, a finales de 2005, y en medio de dolor de su separación con Nick Lachey, su esposo de ese entonces, desde 2002, Simpson dijo a MTV que comenzaría en el proceso de preparación de su quinto álbum de estudio. Dicho disco sería lanzado por Epic Records, debido a la culminación de contrato con Columbia Records.
A medidos de enero, el álbum comienza a andar en marcha, a diferencia de su disco pasado el cual estaba repleto de baladas pop, este sería más movible y con un poco de música disco similar a los de la década de 1980. «I Belong To Me» fue grabada en marzo de 2006, no fue incluida en el último corte de las canciones de álbum, sin embargo Walmart lanzó una nueva versión de dicho álbum donde esta fue incluida como pista adicional, debido a que la disquera, consideró que la canción tenía un gran potencial como futuro hit.
En agosto de 2006, los fanes de Simpson podría escuchar en su web oficial las canciones,     «B.O.Y.», «I Belong to Me», «I Don't Want to Care», «If You Were Mine», «The Lover in Me» y «You Spin Me Round (Like a Record)», y votar por la canción que se convertiría en el segundo sencillo. Se informó a principios de septiembre que Simpson había elegido «I Belong to Me» como el segundo sencillo.

## Estructura

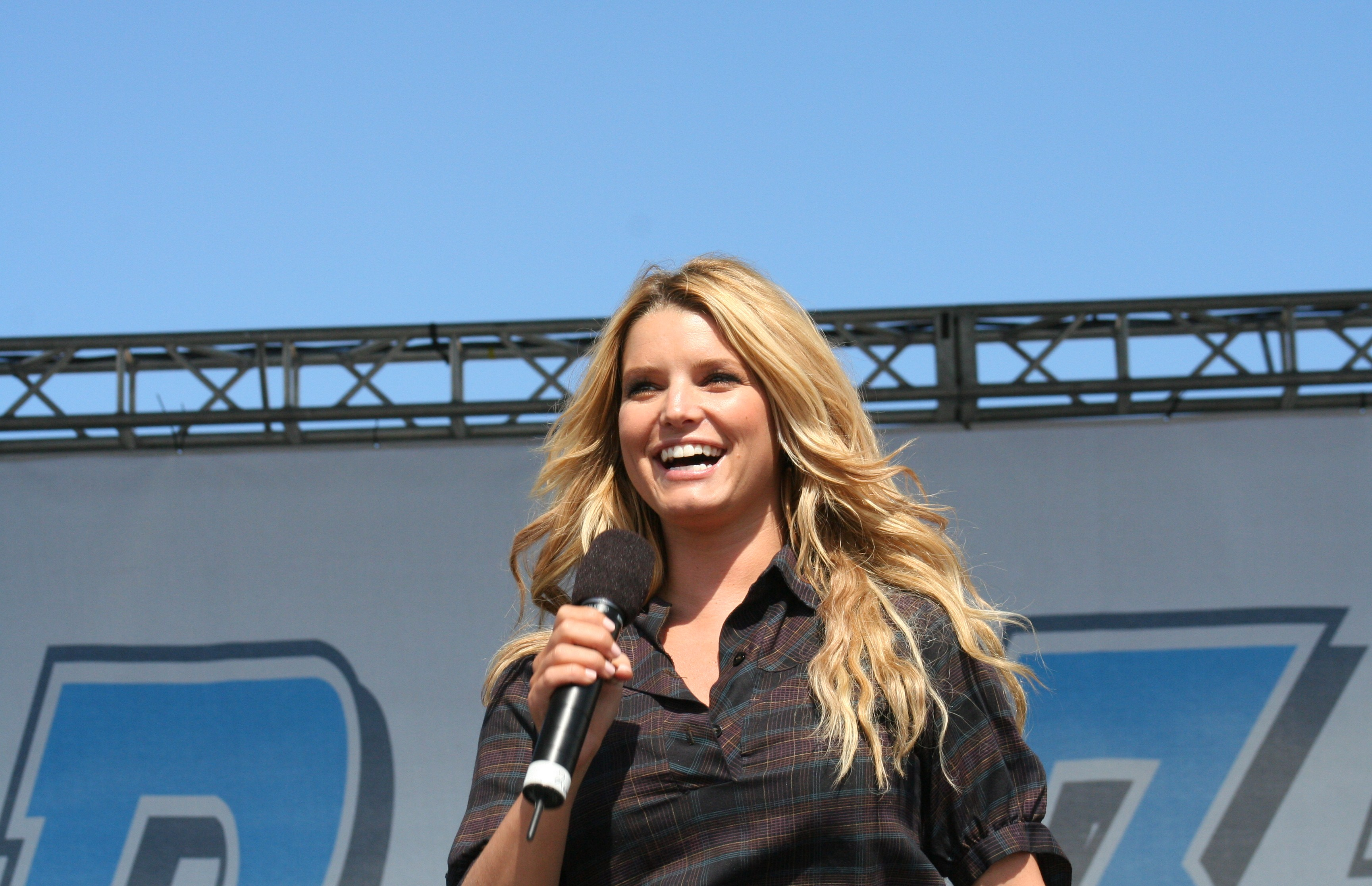
«I Belong to Me» fue comparada con "We Belong Together", de Mariah Carey.

La letra de «I Belong to Me» está construida en el formato verso-estribillo y se centra en la inconformidad del amor. La estructura lírica de la canción incorpora profundas frases, como "It's not that I don't wanna share my life with you baby" - en español: No es que no quiero compartir mi vida contigo, nene. Principalmente la canción es determinada por la frase "I belong to me" "I don't belong to you" - en español: "Yo me pertenezco", "Yo no te pertenezco".  
«I Belong to Me» es una dulce, grácil y melancólica balada construida principalmente sobre la base de una melodía de piano y sonidos r&b. Cuando se le preguntó en una entrevista a Simpson, si 
Diane Warren había escrito esta canción como reflejo de su vida, Jessica dijo que "esa es una de las canciones más cerca de a ella, porque sentía eso. Y no necesitaba a alguien para completamente para ella. Concluyendo con las frases "Esa es mi filosofía".
En varias oportunidades Simpson dijo de la canción: "Es una declaración muy poderosa ... sobre la posesión de sí mismo y el control de sí mismo. Es parte de evolucionar, de crecer y convertirse en una mujer."

## Recepción crítica
«I Belong to Me» contó con una recepción crítica variada. Fue criticada por su supuesta similitud con uno de los temas de Mariah Carey «We Belong Together» (2005). «I Belong to Me» fue comparada por Billboard con  "With You" de 2004.

## Desempeño comercial

El 26 de septiembre de 2006, «I Belong to Me» fue puesto al mercado musical, tanto en las estaciones de radio como su venta de manera digital. En Estados Unidos, «I Belong to Me» no logró debutar en Billboard Hot 100, sin embargo logró debutar dentro de las veinticinco posiciones de Bubbling Under Hot 100 Singles en  puesto N° 11, también logró debutar en el puesto N° 90 de Billboard Pop Songs. El sencillo solo ha logrado vender más de 120 000 copias digitales en los Estados Unidos. 
A nivel internacional el sencillo no logró figurar dentro de las listas musicales, debido a que solo fue lanzado en Norteamérica. 

## Video musical
El video musical de «I Belong to Me» fue rodado durante el mes de septiembre de 2006, en un apartamento, en Los Ángeles, California. Lo dirigió Matthew Rolston, quien anteriormente había dirigido un único vídeo con Simpson, «Angels» (2004). 
Simpson dijo que el rodaje fue "un momento muy emocional" para ella, y donde podría expresar "experiencia de lo que he venido experimentando durante los últimos años". Se le ha dado un "Sneak Peek" en la MTV's Total Request Live en los EE. UU. el 4 de octubre de 2006, y fue estrenada en su totalidad el 11 de octubre de 2006. El vídeo entró en el puesto número ocho de los más populares, el siguiente día, alcanzó el número cuatro y pasó siete días en la lista de los diez primeros.

## Listas musicales
| América        |                                |    |
| Estados Unidos | Bubbling Under Hot 100 Singles | 10 |
| Estados Unidos | Billboard Pop Songs            | 90 |